# Ribeirão Preto (stad)
Ribeirão Preto (IPA: [ʁibejˈɾɐ̃w ˈpɾetu]) is een stad en gemeente in de Braziliaanse staat São Paulo in de Regio Zuidoost van het land, in de nabijheid van de hoofdstad van de staat. Het is de achtste stad van de staat São Paulo, na São Paulo, Guarulhos, Campinas, São Bernardo do Campo, Santo André, Osasco en São José dos Campos.
Het ligt op 700 km van de nationale hoofdstad Brasilia. De stad telt ongeveer 690.000 inwoners en is 660 km² groot. Langs de stad stroomt de rivier de Pardo.

## Aangrenzende gemeenten
De gemeente grenst aan Brodowski, Cravinhos, Dumont, Guatapará, Jardinópolis, Serrana en Sertãozinho.

## Verkeer en vervoer
De plaats ligt aan de radiale snelweg BR-050 tussen Brasilia en Santos. Daarnaast ligt ze aan de wegen BR-265, SP-255, SP-291, SP-322, SP-328, SP-330, SP-333 en SP-334.

## Geboren
- Silva Batuta (1940-2020), voetballer
- Émerson Leão (1949), voetballer
- Raimundo Souza Vieira de Oliveira, "Raí" (1965), voetballer
- Alexandre Gallo (1967), voetballer
- Helio Castroneves (1975), autocoureur
- Nicholas Santos (1980), zwemmer
- Diego Ribas da Cunha, "Diego" (1985), voetballer
- Carlos Eduardo de Oliveira Alves (1989), voetballer
- Lucas Rosa (2000), voetballer

## Galerij

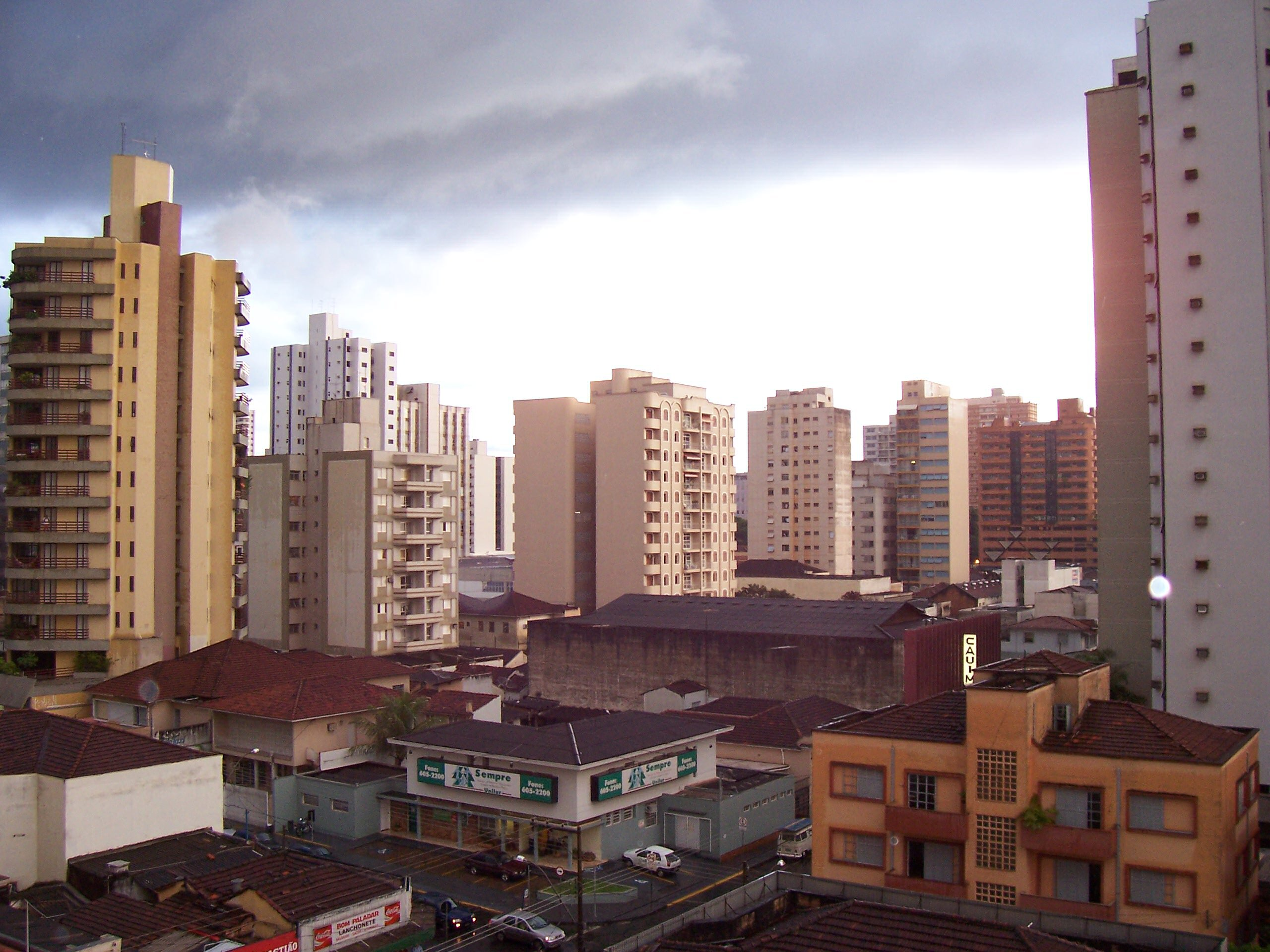
Het centrum van Ribeirão Preto
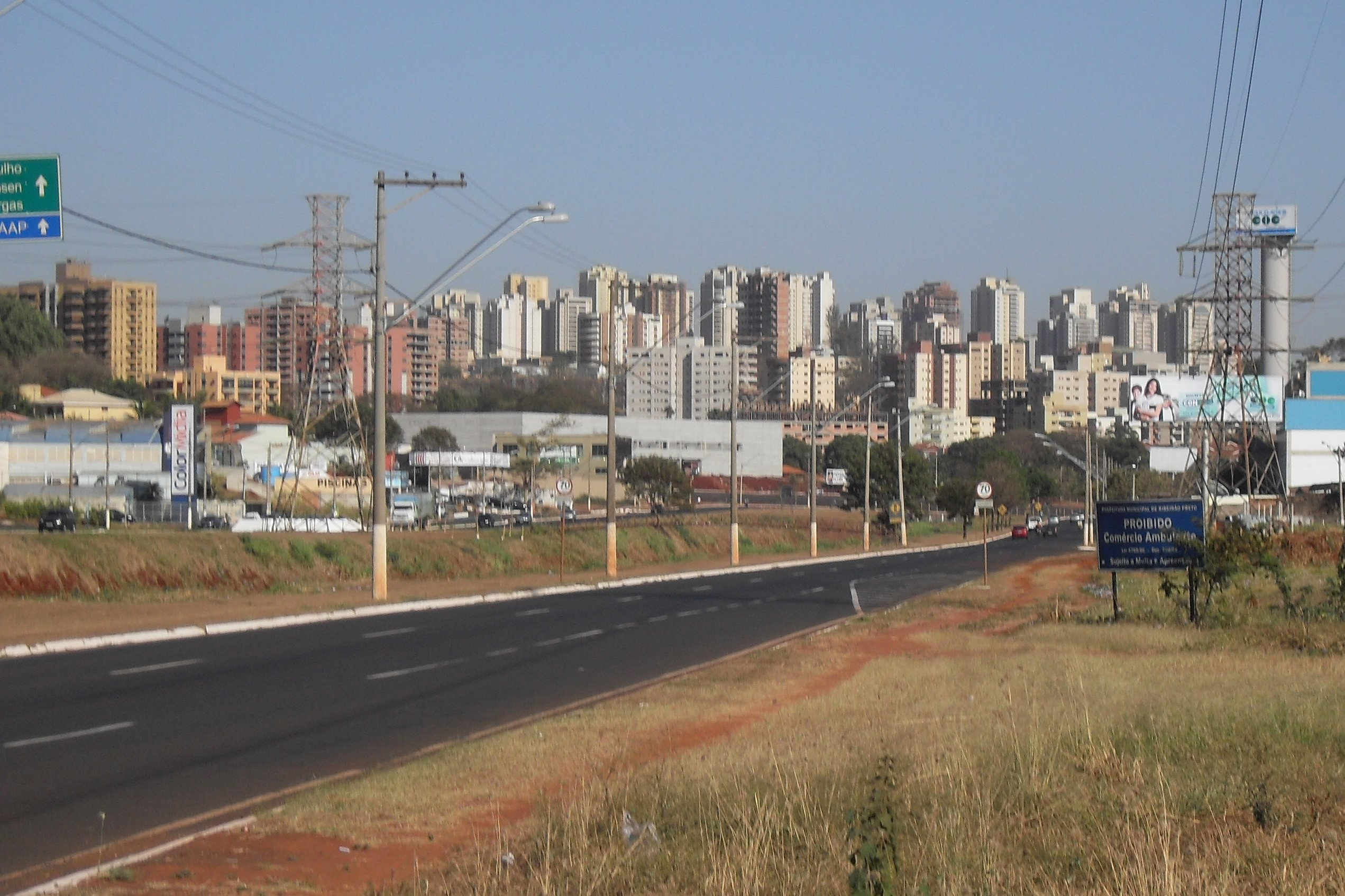